# Głowy skazańców
Głowy skazańców (fr. Têtes de suppliciés) – obraz olejny francuskiego malarza Théodore’a Géricaulta namalowany w 1818 roku, jako studium do planowanego obrazu Tratwa Meduzy, mającego za temat zatonięcie w 1816 roku u wybrzeży Afryki fregaty Meduza i tragiczne losy nielicznych rozbitków, którzy zdołali się uratować.
Obraz znajduje się w zbiorach Nationalmuseum w Sztokholmie.

## Okoliczności powstania i opis
Théodore Géricault wychowywał się w burzliwych czasach rewolucji francuskiej i rządów Napoleona. Lekcje malarstwa pobierał u kilku modnych artystów. Największy wpływ wywarli na niego Francisco Goya i Antoine-Jean Gros. To z płócien tego ostatniego, zwłaszcza tych przedstawiających Napoleona jako centralny motyw, czerpał swoją inspirację i styl. Interesowało go malarstwo współczesne. W swoich obrazach starał się nie tylko przedstawić jakieś konkretne wydarzenie, ale jednocześnie zgłębić emocje i prawdę spoczywające u jego podłoża. Tragedią ma morzu, która poruszyła ówczesne społeczeństwo tak, jak 100 lat później katastrofa statku Titanic, było zatonięcie fregaty Meduza w 1816 roku. 150 rozbitkom udało się uniknąć katastrofy, ale spośród nich przeżyło tylko 16, dryfujących na tratwie przez 12 dni, dopóki nie zostali uratowani. Wstrząsające wydarzenia dały artyście powód do dramatycznych i patetycznych wizji, a jego finalny obraz, Tratwa Meduzy stał się monumentalnym reportażem. Jego powstanie poprzedziły liczne studia. Aby oddać w sposób maksymalnie wiarygodny cierpienie i śmierć, rozpacz i rezygnację artysta obserwował przez dłuższy czas ciężko chorych pacjentów. Przygotowując się do ukazania zwłok na pokładzie tratwy wykonał serię martwych natur przedstawiających obcięte kończyny i zgilotynowane głowy przestępców. Swoją pracownię zamienił w kostnicę, w której gromadził fragmenty ciał, kupowane prawdopodobnie ze starego szpitala Hôtel-Dieu. Szpital ten trzymał zwłoki zmarłych, zaszyte w worki i sprzedawał je wykładowcom medycyny, studentom oraz artystom. Dążenie Géricaulta do dokładności sprawiło, że przedstawiał rozkładające się ciała mając codzienny kontakt z ludzkimi zwłokami. Jeden z takich obrazów, przedstawiający ociekające krwią, obcięte głowy zbrodniarzy, nawiązuje do cyklu Goi Okropności wojny, czy raczej do rozczłonkowanego ciała, pożeranego przez Saturna z obrazu Saturn pożerający własne dzieci. Obraz zaaranżowany dosłownie jako martwa natura zdradza makabryczna stronę temperamentu artysty, który był wyraźnie zafascynowany zwierzęcymi i ludzkimi ciałami w momencie śmierci.
Obraz Géricaulta, przedstawiający śmierć za pośrednictwem tak odrażającej scenerii jest prawdopodobnie pierwszym tego typu w historii sztuki. Cechuje go natrętny, fizyczny realizm pozbawiony jednak jakichkolwiek religijnej, moralizatorskiej czy sentymentalnej symboliki; artysta zachował zarazem pewien dystans do tematu poprzez świadomą aranżację kompozycji i kolorystykę, gdzie biel płótna podkreśla przytłumioną paletę szarych, czerwonych i brązowych odcieni.

## Znaczenie
Fascynacja śmiercią była jednym z głównych tematów sztuki romantyzmu, a Tratwa Meduzy stała się jego wyrazistym wprowadzeniem go do malarstwa. Drogę do tego gatunku zdążył przed śmiercią utorować Géricault stając się zarazem jego czołowym przedstawicielem.